# Ahrtalbrücke
Die Ahrtalbrücke ist mit 1521 m die längste Brücke der Bundesautobahn 61.
Das Bauwerk steht bei Autobahnkilometer 186,5 zwischen den Autobahndreiecken Bad Neuenahr-Ahrweiler und Sinzig in Rheinland-Pfalz. Es überspannt zwischen Bad Neuenahr und Heimersheim in maximal 54 m Höhe mit 22 Feldern das Ahrtal mit der Ahr, einem westlichen Rhein-Nebenfluss, sowie die Ahrtalbahn (Remagen–Ahrbrück), die Bundesstraße 266 (Linz am Rhein–Ahrweiler), die Landesstraße 80 und einige Gemeindestraßen. Außerdem werden Quellgebiete der Apollinaris-Brunnenanlagen gekreuzt.
Die Autobahn ist im Verlauf der Brücke im Grundriss gerade und hat eine Längsgradiente von maximal 2,7 %. Hergestellt wurde die Überführung mit zwei getrennten Überbauten für die Richtungsfahrbahnen zwischen den Jahren 1973 und 1976, die Baukosten betrugen 55 Millionen Deutsche Mark.

## Konstruktion

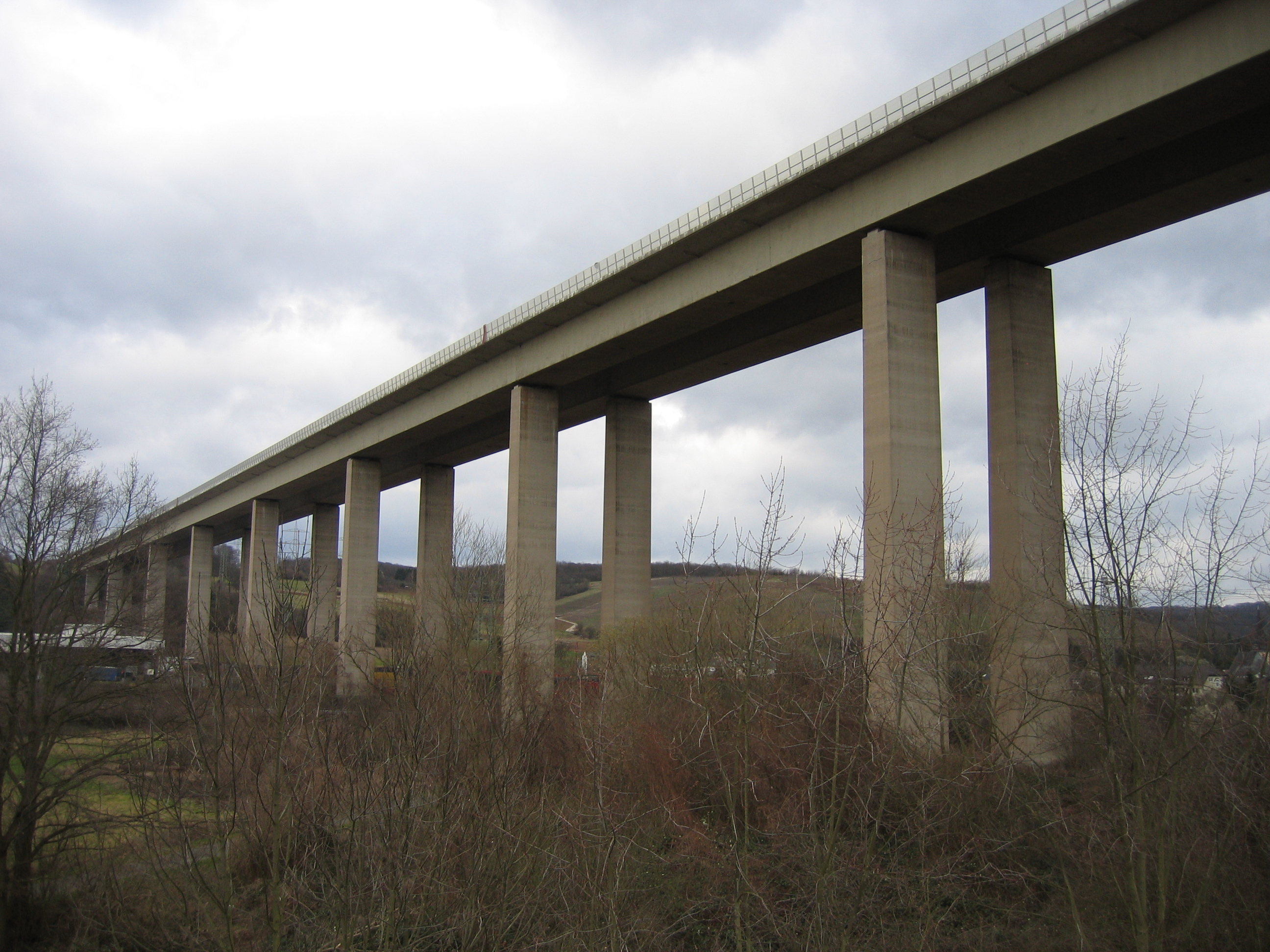
Ahrtalbrücke, Untersicht

Die beiden nebeneinanderliegenden, 1521,2 m langen Überbauten der Spannbetonbalkenbrücke haben als Bauwerkssystem in Längsrichtung den Durchlaufträger, wobei eine Dehnfuge auf einem Trennpfeiler diesen in zwei Abschnitte mit jeweils elf Feldern unterteilt. Der nördliche Abschnitt weist Stützweiten von 75,1 m, 78,0 m, 106,0 m, 6 × 78,0 m, 106,0 m und 77,1 m auf, der südliche 3 × 65,0 m, 7 × 53,3 m und 42,9 m.
In Querrichtung sind die Überbauten als einzellige Hohlkastenquerschnitte ausgebildet. Die Konstruktionshöhe beträgt 4,0 m im südlichen Teil und 5,5 m im nördlichen mit den großen Stützweiten. Die Bodenplatte ist 7,2 m breit sowie 15 cm dick und die Fahrbahnplatte 15,1 m breit sowie 24 cm dick. Die Vorspannung besteht in Längsrichtung aus internen Spanngliedern.
Die Stahlbetonpfeiler sind als 6,0 m breite Pfeilerscheiben ausgebildet. Mit einem seitlichen Anzug von rund 1:80 weisen sie in Brückenlängsrichtung am Pfeilerkopf eine Abmessung von 3,2 m auf.

## Bauausführung
Da keine Hilfsstützen zwischen den Pfeilern zugelassen waren, kam zur Herstellung der Überbauten ein 170 m langes Vorschubgerüst, das eine Masse von 2000 t hatte, zur Anwendung. Die Hauptträger des Gerüstes waren oberhalb der Fahrbahn angeordnet. Zuerst wurde der östliche Überbau vom Widerlager Koblenz aus innerhalb von elf Monaten errichtet. Nach dem Rücktransport und dem seitlichen Verschieben folgte der westliche Überbau in acht Monaten Bauzeit. An Baumaterial wurden bei der Brücke 85.000 m³ Beton, 1.800 t Spannstahl und 7.000 t Betonstahl eingebaut.